# كأس جنوب إفريقيا 2008-09
كأس جنوب أفريقيا 2008-09 هو موسم من كأس جنوب أفريقيا. كان عدد الأندية المشاركة فيه 32، وفاز فيه موروكا سوالوز.